# Ана Богдан
Ана Богдан (рум. Ana Bogdan, нар. 25 листопада 1992) — румунська тенісистка. Найвища позиція в одиночному рейтингу — 59, досягнута 11 червня 2018.

## Виступи у турнірах Великого шолома
| Турнір                                 | 2015 | 2016 | 2017 | 2018 | 2019 | 2020 | 2021 | 2022 | 2023 | 2024 | SR     | В-П   | % В |
| -------------------------------------- | ---- | ---- | ---- | ---- | ---- | ---- | ---- | ---- | ---- | ---- | ------ | ----- | --- |
| Турніри Великого шлему                 |      |      |      |      |      |      |      |      |      |      |        |       |     |
| Відкритий чемпіонат Австралії з тенісу | К1р  |      | 1р   | 3р   | 1р   | К3р  | 1р   |      | 1р   | 1р   | 0 / 6  | 2–6   | 25% |
| Відкритий чемпіонат Франції з тенісу   | К1р  |      | 1р   | 2р   | К2р  | 2р   | 3р   | 1р   | 1р   | 3р   | 0 / 7  | 5–7   | 42% |
| Вімблдонський турнір                   | К1р  | К1р  | 2р   | 1р   | 1р   | NH   | 1р   | 2р   | 3р   | 1р   | 0 / 7  | 4–7   | 36% |
| Відкритий чемпіонат США з тенісу       |      | 2р   | 2р   | 2р   | 2р   |      | 1р   | К2р  | 1р   |      | 0 / 6  | 4–6   | 40% |
| В-П                                    | 0–0  | 1–1  | 2–4  | 4–4  | 1–3  | 1–1  | 1–4  | 1–2  | 2–4  | 2–3  | 0 / 26 | 15–26 | 37% |

## Фінали Туру WTA

### Одиночний розряд: 2 (2 поразки)
| Легенда                |
| ---------------------- |
| Турніри Великого шлему |
| Турніри WTA 1000       |
| Турніри WTA 500        |
| Турніри WTA 250 (0–2)  |

| Фінали за покриттям |
| ------------------- |
| Тверде (0–1)        |
| Трава (0–0)         |
| Ґрунт (0–1)         |
| Килим (0–0)         |

| Результат | В-П | Дата | Турнір                     | Tier    | Покриття   | Опонент           | Рахунок  |
| --------- | --- | ---- | -------------------------- | ------- | ---------- | ----------------- | -------- |
| Поразка   | 0–1 | 2022 | WTA Poland Open, Польща    | WTA 250 | Ґрунт      | Каролін Гарсія    | 4–6, 1–6 |
| Поразка   | 0–2 | 2024 | Transylvania Open, Румунія | WTA 250 | Тверде (i) | Кароліна Плішкова | 4–6, 3–6 |

## Фінали WTA Challenger

### Одиночний розряд: 4 (3 титули, 1 поразка)
| Результат | В-П | Дата     | Турнір                      | Покриття   | Опонент                | Рахунок       |
| --------- | --- | -------- | --------------------------- | ---------- | ---------------------- | ------------- |
| Поразка   | 0–1 | Гру 2021 | Open de Limoges, Франція    | Тверде (i) | Алісон ван Ейтванк     | 2–6, 5–7      |
| Перемога  | 1–1 | Сер 2022 | Iași Open, Румунія          | Ґрунт      | Панна Удварді          | 6–2, 3–6, 6–1 |
| Перемога  | 2–1 | Лип 2023 | Iași Open, Румунія (2)      | Ґрунт      | Ірина-Камелія Бегу     | 6–2, 6–3      |
| Перемога  | 3–1 | Вер 2023 | Emilia-Romagna Open, Італія | Ґрунт      | Анна Кароліна Шмідлова | 7–5, 6–1      |

## Фінали ITF

### Одиночний розряд: 21 (14-7)
| Легенда                |
| ---------------------- |
| $100,000 турніри (1–0) |
| $60,000 турніри (1–1)  |
| $25,000 турніри (5–3)  |
| $10,000 турніри (7–3)  |

| Фінали за покриттям |
| ------------------- |
| Тверде (8–4)        |
| Ґрунт (6–3)         |
| Трава (0–0)         |
| Килим (0–0)         |

| Результат | В-П  | Дата     | Турнір                                | Категорія | Покриття   | Опонент                | Рахунок          |
| --------- | ---- | -------- | ------------------------------------- | --------- | ---------- | ---------------------- | ---------------- |
| Перемога  | 1–0  | Лип 2011 | ITF Izmir, Туреччина                  | 10,000    | Ґрунт      | Александрина Найденова | 6–1, 6–2         |
| Поразка   | 1–1  | Жов 2011 | ITF Antalya, Туреччина                | 10,000    | Ґрунт      | Agnese Zucchini        | 0–6, ret.        |
| Перемога  | 2–1  | Вер 2012 | ITF Antalya, Туреччина                | 10,000    | Тверде     | Марія Саккарі          | 6–3, 6–2         |
| Поразка   | 2–2  | Вер 2012 | ITF Antalya, Туреччина                | 10,000    | Тверде     | Ганна Позніхіренко     | 6–2, 5–7, 4–6    |
| Поразка   | 2–3  | Бер 2013 | ITF Antalya, Туреччина                | 10,000    | Тверде     | Ева Фернандес Бругес   | 2–6, 0–6         |
| Перемога  | 3–3  | Кві 2013 | ITF Antalya, Туреччина                | 10,000    | Тверде     | Zuzana Luknarova       | 4–6, 7–6(3), 6–4 |
| Перемога  | 4–3  | Тра 2013 | ITF Antalya, Туреччина                | 10,000    | Тверде     | Кейтлін Горіскі        | 7–6(4), 6–4      |
| Перемога  | 5–3  | Вер 2013 | ITF Antalya, Туреччина                | 10,000    | Тверде     | Малін Ульвефельд       | 6–0, 6–2         |
| Перемога  | 6–3  | Жов 2013 | ITF Antalya, Туреччина                | 10,000    | Ґрунт      | Martina Kubicikova     | 6–4, 6–3         |
| Перемога  | 7–3  | Лис 2013 | ITF Antalya, Туреччина                | 10,000    | Ґрунт      | Екатеріне Горгодзе     | 7–6, 7–6         |
| Поразка   | 7–4  | Сер 2014 | Жіночий світовий тенісний тур ITF, UK | 25,000    | Тверде     | Марта Сироткіна        | 5–7, 3–6         |
| Поразка   | 7–5  | Лют 2015 | GB Pro-Series Glasgow, UK             | 25,000    | Тверде (i) | Крістіна Плішкова      | 2–6, 2–6         |
| Поразка   | 7–6  | Сер 2015 | Ladies Open Hechingen, Німеччина      | 25,000    | Ґрунт      | Роміна Опранді         | 3–6, 6–1, 2–6    |
| Перемога  | 8–6  | Сер 2015 | ITF Mamaia, Румунія                   | 25,000    | Ґрунт      | Крістіна Діну          | 6−7(5), 6−2, 6−3 |
| Перемога  | 9–6  | Вер 2015 | ITF Sofia, Болгарія                   | 25,000    | Ґрунт      | Вікторія Каменська     | 6–2, 3–6, 7–5    |
| Перемога  | 10–6 | Лис 2015 | GB Pro-Series Bath, UK                | 25,000    | Тверде (i) | Ана Врлич              | 6–3, 4–6, 6–1    |
| Перемога  | 11–6 | Тра 2016 | Grado Tennis Cup, Італія              | 25,000    | Ґрунт      | Сусанне Селік          | 2–6, 6–2, 7−6(1) |
| Поразка   | 11–7 | Тра 2019 | Open Saint-Gaudens, Франція           | 60,000    | Ґрунт      | Ганна Калінська        | 3–6, 4–6         |
| Перемога  | 12–7 | Лис 2019 | ITF Saint-Étienne, Франція            | 25,000    | Тверде (i) | Осеан Доден            | w/o              |
| Перемога  | 13–7 | Гру 2019 | Dubai Tennis Challenge, UAE           | 100,000+H | Тверде     | Дарія Снігур           | 6–1, 6–2         |
| Перемога  | 14–7 | Січ 2022 | Open Andrézieux-Bouthéon, Франція     | 60,000    | Тверде     | Анна Блинкова          | 7–5, 6–3         |

### Парний розряд: 4 (1 титул, 3 поразки)
| Легенда               |
| --------------------- |
| $60,000 турніри (0–1) |
| $10,000 турніри (1–2) |

| Фінали за покриттям |
| ------------------- |
| Тверде (1–2)        |
| Ґрунт (0–1)         |

| Результат | В-П | Дата     | Турнір                            | Категорія | Покриття   | Партнер              | Опоненти                          | Рахунок          |
| --------- | --- | -------- | --------------------------------- | --------- | ---------- | -------------------- | --------------------------------- | ---------------- |
| Поразка   | 0–1 | Кві 2012 | ITF Antalya, Туреччина            | 10,000    | Тверде     | Марія Мох            | Оксана Калашникова Софія Квацабая | 4–6, 4–6         |
| Перемога  | 1–1 | Чер 2012 | ITF Izmir, Туреччина              | 10,000    | Тверде     | Теодора Мирчич       | Еббі Маєрз Меліс Сезер            | 6–3, 3–0 ret.    |
| Поразка   | 1–2 | Лют 2013 | ITF Antalya, Туреччина            | 10,000    | Ґрунт      | Теодора Мирчич       | Giulia Bruzzone Мартіна Карегаро  | 3–6, 6–1, [6–10] |
| Поразка   | 1–3 | Січ 2017 | Open Andrézieux-Bouthéon, Франція | 60,000    | Тверде (i) | Іоана Лоредана Рошка | Нікола Гоєр Анна Цая              | 3–6, 2–2 ret.    |

### Парний розряд Фінали: 4 (1–3)
| Легенда                 |
| ----------------------- |
| Турніри $100,000        |
| $75,000/Турніри $80,000 |
| $50,000/Турніри $60,000 |
| Турніри $25,000         |
| Турніри $15,000         |
| $10,000/Турніри $15,000 |

| Фінали за покриттям |
| ------------------- |
| Тверде (1–2)        |
| Ґрунт (0–1)         |
| Трава (0–0)         |
| Килим (0–0)         |

| Результат | Ранг | Дата           | Турнір                       | Покриття   | Партнер              | Опоненти                          | Рахунок          |
| --------- | ---- | -------------- | ---------------------------- | ---------- | -------------------- | --------------------------------- | ---------------- |
| Поразка   | 1.   | 23 квітня 2012 | Анталія, Туреччина           | Тверде     | Марія Мох            | Оксана Калашникова Софія Квацабая | 4–6 4–6          |
| Перемога  | 2.   | 25 червня 2012 | Ізмір, Туреччина             | Тверде     | Теодора Мирчич       | Еббі Маєрз Меліс Сезер            | 6–3, 3–0, ret.   |
| Runner–up | 3.   | 4 лютого 2013  | Анталія, Туреччина           | Ґрунт      | Теодора Мирчич       | Giulia Bruzzone Martina Caregaro  | 3–6, 6–1, [6–10] |
| Runner–up | 3.   | 27 січня 2017  | Andrézieux-Bouthéon, Франція | Тверде (i) | Ioana Loredana Roșca | Нікола Гоєр Анна Цая              | 3–6, 2–2 ret.    |